# Awa Thiam
Awa Thiam, née au Sénégal en avril 1950, est une écrivaine, anthropologue et personnalité politique féministe sénégalaise. Elle est l'autrice de La Parole aux négresses, publié en 1978 et premier texte africain dans lequel sont ouvertement dénoncées des pratiques comme la polygamie, la dot ou les mutilations génitales féminines (MGF). Elle est directrice du Centre national pour l'aide et la formation des femmes, sous le Ministère sénégalais des Femmes et des Enfants. En 1979, elle fonde la Commission pour l'abolition des mutilations sexuelles (CAMS), dont elle devient la présidente. Thiam fait partie des femmes présentées dans l'anthologie Daughters of Africa de Margaret Busby.

## Biographie

### Jeunesse et études
Après une enfance passée au Sénégal, Awa Thiam arrive en France pour poursuivre des études universitaires. Étudiante à Paris, elle y soutient en 1995 une thèse de doctorat en ethnologie et anthropologie du politique, intitulée Sociétés africaines en mutation du côté des femmes : l'exemple du Sénégal, à l'université Paris-VIII. Elle soutiendra également une thèse de philosophie à Paris I - Panthéon-Sorbonne . 
En mai 1976, elle cofonde avec Maria Kala Lobé, féministe camerounaise, de la Coordination des Femmes noires dont elle devient présidente,. Ce groupe est connue comme l'un des premiers groupes de féministes noires en France.
Elle rencontre Lydie Dooh-Bunya en 1977 pendant une rencontre du Mouvement de Libération des Femmes, où elles parlent ensemble de la nécessité de rendre visible la condition spécifique des femmes noires et africaines. En 1978 Lydie Dooh-Bunya écrit la préface de La parole aux négresses. Awa Thiam quitte la Coordination des Femmes noires en 1978 également et co-fonde Le mouvement des femmes noires. Lydie Dooh-Bunya rejoint l'association, et fonde de son côté plus tard en 1981 Mouvement pour la défense des droits de la femme noire.

### Activités académiques et politiques
Elle retourna ensuite au Sénégal et devint professeure associée et chercheuse en anthropologie à l'Institut fondamental d'Afrique noire (IFAN) à l'Université Cheikh-Anta-Diop de Dakar. Afin d'améliorer la vie et le statut des femmes africaines, Thiam cofonde en 1979 la  Commission pour l'abolition des mutilations sexuelles (CAMS). La commission sera dissoute en 1982 et connaitra une renaissance comme Groupe pour l'abolition des mutilations sexuelles (GAMS).
Elle se concentre principalement sur le sujet de la mutilation génitale féminine (MGF), affirmant que la pratique est une forme à peine voilée de contrôle patriarcal. Dans son article pour la Revue internationale des sciences sociales, Thiam déclare: « Le but de ces pratiques, qu'il soit admis ou non, est de contrôler la sexualité féminine. Certains n'hésitent pas à dire que l'objectif est de réduire l'hyper-sensualité des femmes. En tout cas, le résultat reste le même: faire de la jeune fille essentiellement un futur élément reproductif et productif. Par conséquent, sa vie est prise en charge et tracée pour elle de sa naissance à sa mort par une société patriarcale, qui garantit qu'elle soit maintenue à sa place à toutes les étapes de sa vie. ». 
Au delà du monde académique, Awa Thiam a été présidente de la Commission de la santé, de la population, des affaires sociales et de la solidarité nationale . Elle est également directrice du Centre national pour l'aide et la formation des femmes du ministère des Femmes et des Enfants, et cofondatrice de l'Alliance pour une nouvelle citoyenneté à Dakar . Elle dirige en 2004 le Centre social des femmes de Dakar, où elle organise des cours d'alphabétisation, d'hygiène, de puériculture et donne des techniques de formation.
Même s'il y a eu de nombreux facteurs impliqués dans la décision, le pays du Sénégal a finalement effectivement interdit les MGF en janvier 1999 en réponse à une militante qui s'exprime contre la pratique. Cependant, il est rapporté que bien qu'il s'agisse d'une victoire politique, cela peut être venu du fait que le plus grand groupe de personnes au pouvoir à ce moment-là, le WOLOF, n'a pas pratiquement pratiqué la MGF. Il y a encore une grande résistance dans le pays à l'éradication des MGF.
Awa Thiam a été honoré par le gouvernement français de la Médaille pour la défense des droits des femmes  .

### La Parole aux négresses
En 1978, alors qu'elle est étudiante à Paris, elle publie La Parole aux négresses, un livre dans lequel des femmes du Mali, du Sénégal et de Guinée témoignent de la vie des femmes dans leurs pays et de la manière dont elles font face aux mutilations génitales, aux tortures traditionnelles, à la polygamie institutionnalisée et à l'initiation sexuelle. À partir de ces problématiques sont analysées d'une part, la situation des femmes noires, et d'autre part la spécificité de leur lutte, marquée par leurs origines culturelles, religieuses et sociologiques. Le livre propose une critique vive du patriarcat, pour avoir incité la violence contre les femmes, par les femmes, déclarant qu' "il semblerait que les hommes aient forcé les femmes à devenir leurs propres tortionnaires, à se massacrer." . Elle est la première femme africaine à dénoncer les mutilations subies par les femmes et les pratiques telles que la polygamie, la dot,. 
Awa Thiam met à jour les trois systèmes d'oppression qui, selon elle, s'exercent sur les femmes africaines : le sexisme, le racisme et le classisme, discrimination basée sur l'appartenance à une classe sociale. Elle analyse également comment le racisme et la discrimination sociale inhérente à la colonisation, ajoutée au sexisme affectent la situation des femmes africaines. Son travail, avec celui de Nawal El Saadawi, a mis en lumière la pratique des mutilations génitales longtemps demeurée dans l'ombre.
Si la majeure partie de son travail concerne la lutte contre les mutilations génitales féminines (MGF) en Afrique, Thiam est également une activiste contre la polygamie, la maternité forcée, le voile, la stérilisation forcée et l'analphabétisme. Dans La Parole aux négresses, elle souligne l'importance pour les femmes africaines de  lever leurs voix et de se faire justice elles-mêmes, et non que ce soient des féministes blanches qui interviennent en la faveur des femmes africaines, interventionnisme qu'elle considère comme un autre type de colonialisme. "Les gens qui ne comprennent rien des pratiques rituels doivent se méfier de les attaquer, surtout lorsqu'ils fondent leur jugement sur les critères qui n'ont aucune relation avec les mentalités des personnes de la société considérée." .
Bien que le travail de Thiam cherche à unir des femmes africaines contre les FGM, son travail n'a pas toujours été bien reçu par le public africain. Même si le public occidental a embrassé son travail, le public qu'elle cherche à autonomiser et à activer n'a souvent pas eu la même réponse. Les membres du public africain ont affirmé que Thiam ne comprend pas pourquoi les femmes peuvent soutenir les MGF et qu'elle ne prend pas en compte la culture dans son ensemble lorsqu'elle écrit sur la nécessité d'abolir les MGF.

## Publications
- La Parole aux négresses, Denoël (1978)  (ISBN 2207325091)
- Femmes du tiers-monde, (1981)
- Speak Out, Black Sisters, Pluto Press (1986)
- Continents noirs, Éditions Tierce, coll. « Femmes et sociétés » (1987)  (ISBN 2903144397)
- « Women’s fight for the abolition of sexual mutilation », International Social Science Journal, vol. 50, no 157,‎ 1998, p. 381-386 (lire en ligne, consulté le 29 août 2020).
- La Sexualité féminine africaine en mutation, l'exemple du Sénégal (2015), L'Harmattan[19]